# Sistema de ligas de fútbol de Guinea Ecuatorial
El sistema de ligas de fútbol de Guinea Ecuatorial está formado por divisiones cuya máxima categoría es la Primera División, la cual, al igual que la Segunda División y Tercera División, está organizada en dos divisiones regionales —región Insular y región Continental—. Al término de cada temporada y en función de los resultados obtenidos, los equipos participantes pueden ascender o descender de división dentro de su subdivisión regional. Comenzó a disputarse en la temporada 1948-49.
La temporada se desarrolla generalmente entre los meses de enero y junio, aunque puede variar por ajustes del calendario, como en la temporada 2022-23 que fue de noviembre a junio, o en octubre a junio en la temporada 2023-24.
La Federación Ecuatoguineana de Fútbol organiza desde la temporada 1979 la Primera División y la Segunda División, mientras que las federaciones provinciales organizan la Tercera División, bajo la supervisión de la FEGUIFUT. La liga femenina es también organizada por la FEGUIFUT desde la temporada 2000-01, con una Primera y Segunda División.
Las federaciones provinciales son las encargadas de la organización de las ligas provinciales, distritales y municipales.

## Sistema de ligas masculinas
| Nivel | Categoría | Categoría | Organizador               |
| ----- | --- | --- | ------------------------- |
| 1     | Primera División 16 equipos en dos divisiones regionales                                                                      | Primera División - Región Insular 8 equipos                                                                                         | FEGUIFUT                  |
| 1     | Primera División 16 equipos en dos divisiones regionales                                                                      | Primera División - Región Continental 8 equipos                                                                                     | FEGUIFUT                  |
| 2     | Segunda División 28 equipos en dos divisiones regionales                                                                      | Segunda División - Región Insular 14 equipos                                                                                        | FEGUIFUT                  |
| 2     | Segunda División 28 equipos en dos divisiones regionales                                                                      | Segunda División - Región Continental 14 equipos                                                                                    | FEGUIFUT                  |
| 3     | Tercera División 60 equipos en 2 divisiones regionales, subdivididas en 6 grupos provinciales (2 insulares y 4 continentales) | Tercera División - Región Insular 20 equipos en 2 grupos provinciales (Bioko Norte y Bioko Sur) de 10 equipos                       | Federaciones provinciales |
| 3     | Tercera División 60 equipos en 2 divisiones regionales, subdivididas en 6 grupos provinciales (2 insulares y 4 continentales) | Tercera División - Región Continental 40 equipos en 4 grupos provinciales (Litoral, Centro Sur, Wele-Nzas y Kié-Ntem) de 10 equipos | Federaciones provinciales |
| 4     | Ligas distritales | Ligas distritales - Región Insular 5 distritos                                                                                      | Federaciones provinciales |
| 4     | Ligas distritales | Ligas distritales - Región Continental 15 distritos                                                                                 | Federaciones provinciales |
| 5     | Ligas municipales | Ligas municipales - Región Insular 8 municipios                                                                                     | Federaciones provinciales |
| 5     | Ligas municipales | Ligas municipales - Región Continental 30 municipios                                                                                | Federaciones provinciales |

## Sistema de ligas femeninas
| Nivel | Categoría                                                                                                   | Categoría                                                        | Organizador |
| ----- | --- | ---------------------------------------------------------------- | ----------- |
| 1     | Primera División 24 equipos en dos divisiones regionales                                                    | Primera División - Región Insular 12 equipos                     | FEGUIFUT    |
| 1     | Primera División 24 equipos en dos divisiones regionales                                                    | Primera División - Región Continental 12 equipos                 | FEGUIFUT    |
| 2     | Segunda División Número variable de equipos en dos divisiones regionales, subdivididas en 2 grupos cada una | Segunda División - Región Insular Número variable de equipos     | FEGUIFUT    |
| 2     | Segunda División Número variable de equipos en dos divisiones regionales, subdivididas en 2 grupos cada una | Segunda División - Región Continental Número variable de equipos | FEGUIFUT    |

## Sistema de competición

### Desarrollo de la competición
La Primera División masculina y femenina se desarrolla en una fase regional, donde los tres primeros clasificados de la región Insular y la región Continental juegan una fase de liguilla nacional en un sistema de competición de uno contra todos de la otra región en partido de ida y vuelta.

### Puntuación y clasificación
Tanto en la liga masculina como en la femenina, el primer clasificado en la liguilla nacional se proclama ganador de la competición y clasifica a la Liga de Campeones de la CAF y Liga de Campeones Femenina de la CAF respectivamente.
Todos los equipos masculinos de Primera, Segunda y Tercera División, clasifican a la Copa de Su Excelencia, estando en una fase preliminar los de Tercera División que jugarán la fase preliminar entre sí a un solo partido y se clasificarán automáticamente los equipos vencedores a la siguiente fase, hasta encontrarse con los equipos de Segunda División, ocho equipos de Tercera División —cuatro por cada región— y cuarenta equipos de Segunda División —veinte por cada región—. Estos cuarenta ocho equipos —veinticuatro por cada región— jugarán una eliminatoria a partido único, hasta encontrase con los equipos de Primera División, doce equipos de la fase anterior —seis por región— y los veinticuatro de primera —doce por región—. El mismo sistema se empleará hasta llegar a los cuartos de final, donde se jugarán eliminatorias a doble vuelta y la final a partido único. El campeón de la Copa de Su Excelencia, representará a Guinea Ecuatorial en la próxima edición de la Copa Confederación de la CAF. El campeón de la Copa de Su Excelencia y el campeón de la Liguilla Nacional de Primera División, clasifican a la Supercopa de Guinea Ecuatorial.
En el fútbol femenino jugarán todos los equipos de Primera División a partido único o eliminatoria directa la Copa de la primera dama, hasta llegar a los cuartos de final, donde se jugará a doble vuelta y la final a partido único.

### Ascensos y descensos
Una vez acabada la temporada, la posición en la clasificación general determinará los ascensos y descensos, que previamente han sido establecidos por la FEGUIFUT. En el caso del descenso, las últimas posiciones tienen como consecuencia el descenso directo a la categoría inferior. En el caso de los ascensos, normalmente los primeros puestos asciende directamente. En la actualidad el sistema de ascensos y descensos esta establecido de la siguiente forma:
| Categoría                               | Ascenso                                                           | Ascenso          | Descenso                                                | Descenso         |
| Categoría                               | Directo                                                           | Por eliminatoria | Directo                                                 | Por eliminatoria |
| --------------------------------------- | ----------------------------------------------------------------- | ---------------- | ------------------------------------------------------- | ---------------- |
| Primera División(dos grupos regionales) | -                                                                 | -                | 8 plazas (4 por región) (del 7.º al 12.º clasificado)   | -                |
| Segunda División(dos grupos regionales) | 4 plazas (2 primeros clasificados de cada grupo)                  | -                | 12 plazas (6 por región) (del 13.º al 16.º clasificado) | -                |
| Tercera División(dos grupos regionales) | 4 plazas (2 primeros clasificados de la liguilla interprovincial) | -                | -                                                       | -                |

## Historia
Durante la administración de España del entonces territorio de Guinea Española, el 26 de noviembre de 1948 se creó la Federación de Guinea Española de Fútbol, encargada de organizar un campeonato regional a partir de la temporada 1948-49 hasta la independencia del país en la temporada 1967-68. Este campeonato se realizaba por separado, la zona insular en la provincia de Fernando Poo —actual región Insular con tres niveles de división— y la zona continental —actual región Continental con dos niveles de división—. Más adelante se organizaron campeonatos de liga por separado, la Liga Europea y la Liga Indígena. Este modelo de campeonato se mantuvo aún después de la independencia de Guinea Ecuatorial, siendo el Real Rebola uno de los equipos más laureados de la década de 1960, hasta que en 1979 ambas ligas se fusionaron para crear la actual Primera División.
El fútbol femenino llegaría en la temporada 2000-01 denominada como Liguilla Nacional, entre 2008 y 2011 como Liga 1, de 2012 a 2014 como Campeonato Nacional hasta la actual Liga Femenina desde 2015.

### Evolución de las categorías masculinas
| Año     | 1.ª Categoría                | 2.ª Categoría                | 3.ª Categoría            | 4.ª Categoría          | 5.ª Categoría          |
| ------- | ---------------------------- | ---------------------------- | ------------------------ | ---------------------- | ---------------------- |
| 1948-56 | Primera División Insular     | Segunda División Insular     | Tercera División Insular |                        |                        |
| 1948-56 | Primera División Continental | Segunda División Continental |                          |                        |                        |
| 1956-79 | Liga Europea                 |                              |                          |                        |                        |
| 1956-79 | Liga Indígena                |                              |                          |                        |                        |
| 1979-03 | Primera División             | Segunda División             | Tercera División         |                        |                        |
| 2003-05 | Campeonato de Liga           | Segunda División             | Tercera División         |                        |                        |
| 2005-10 | Primera División de Honor    | Primera Regional             | Segunda Regional         |                        |                        |
| 2010-11 | Primera División             | Segunda División             | Tercera División         | Categorías distritales | Categorías municipales |
| 2011-14 | Liga Profesional             | Segunda División             | Tercera División         | Categorías distritales | Categorías municipales |
| 2014-   | Primera División             | Segunda División             | Tercera División         | Categorías distritales | Categorías municipales |

### Evolución de las categorías femeninas
| Año   | 1.ª Categoría    | 2.ª Categoría    |
| ----- | ---------------- | ---------------- |
| 2000- | Primera División | Segunda División |